# Impact Wrestling Mash-Up Tournament
El Mash-up Tournament fue un evento realizado por la empresa Impact Wrestling y se llevó a cabo en 2019 para determinar el contendiente número uno para el Campeonato Mundial Impact en Bound for Glory. Se llevaron a cabo cuatro combates de clasificación para el torneo en el episodio del 19 de julio de 2019 de Impact Wrestling, donde los luchadores fueron emparejados aleatoriamente como compañeros en combates por equipos y los ganadores de los cuatro combates por equipos se clasificaron para un combate fatal de eliminación a cuatro bandas en el evento principal de ese episodio y los participantes del equipo ganador se clasificaron para el combate del contendiente número uno en Unbreakable.

## Desarrollo
Cada equipo fue formado por dos luchadores al azar de Impact Wrestling los cuales combatían en combates eliminatorios de eliminación directa. 
Posteriormente los cuatro equipos se enfrentaron en una lucha de cuatro esquinas en equipos, donde se definió al equipo ganador.
Posterior a esto, se pactaría una lucha entre los dos ganadores del torneo en el evento exclusivo para la plataforma Impact Plus Unbreakable para determinar al retador por el campeonato mundial de Impact en Bound for Glory.
Tabla del torneo
|  | Clasificatorias (Impact! 19/7/19) | Clasificatorias (Impact! 19/7/19) | Clasificatorias (Impact! 19/7/19) |                                 |                             | Final (Impact! 19/7/19)     | Final (Impact! 19/7/19) | Final (Impact! 19/7/19) |  |               | Lucha de contendiente #1 (Unbreakable 2/8/19) | Lucha de contendiente #1 (Unbreakable 2/8/19) | Lucha de contendiente #1 (Unbreakable 2/8/19) |  |
|  |                                   |                                   |                                   |                                 |                             |                             |                         |                         |  |               |                                               |                                               |                                               |  |
|  |                                   |                                   |                                   |                                 |                             |                             |                         |                         |  |               |                                               |                                               |                                               |  |
|  | Moose y Eddie Edwards             | Moose y Eddie Edwards             | PIN                               |                                 |                             |                             |                         |                         |  |               |                                               |                                               |                                               |  |
|  | Moose y Eddie Edwards             | Moose y Eddie Edwards             | PIN                               |                                 |                             |                             |                         |                         |  |               |                                               |                                               |                                               |  |
|  | Rohit Raju y Cody Deaner          | Rohit Raju y Cody Deaner          | 05:14                             |                                 |                             |                             |                         |                         |  |               |                                               |                                               |                                               |  |
|  | Rohit Raju y Cody Deaner          | Rohit Raju y Cody Deaner          | 05:14                             | Moose y Eddie Edwards           |                             |                             |                         |                         |  |               |                                               |                                               |                                               |  |
|  |                                   |                                   |                                   |                                 |                             |                             |                         |                         |  |               |                                               |                                               |                                               |  |
|  |                                   |                                   | Wentz y Jake Crist                |                                 |                             |                             |                         |                         |  |               |                                               |                                               |                                               |  |
|  | Rich Swann y Madman Fulton        | Rich Swann y Madman Fulton        | 05:50                             |                                 |                             |                             |                         |                         |  |               |                                               |                                               |                                               |  |
|  | Rich Swann y Madman Fulton        | Rich Swann y Madman Fulton        | 05:50                             |                                 |                             |                             |                         |                         |  |               |                                               |                                               |                                               |  |
|  | Wentz y Jake Crist                | Wentz y Jake Crist                | PIN                               |                                 |                             |                             |                         |                         |  |               |                                               |                                               |                                               |  |
|  | Wentz y Jake Crist                | Wentz y Jake Crist                | PIN                               |                                 |                             |                             |                         |                         |  | Sami Callihan | Sami Callihan                                 | PIN                                           |                                               |  |
|  |                                   |                                   |                                   |                                 |                             |                             |                         |                         |  | Sami Callihan | Sami Callihan                                 | PIN                                           |                                               |  |
|  |                                   |                                   | Tessa Blanchard                   | Tessa Blanchard                 | 17:45                       |                             |                         |                         |  |               |                                               |                                               |                                               |  |
|  | Michael Elgin y Willie Mack       | Michael Elgin y Willie Mack       | Tessa Blanchard                   | Tessa Blanchard                 | 17:45                       | PIN                         |                         |                         |  |               |                                               |                                               |                                               |  |
|  | Michael Elgin y Willie Mack       | Michael Elgin y Willie Mack       |                                   |                                 |                             |                             |                         |                         |  |               |                                               |                                               |                                               |  |
|  | Ace Austin y Stone Rockwell       | Ace Austin y Stone Rockwell       | 03:40                             |                                 |                             |                             |                         |                         |  |               |                                               |                                               |                                               |  |
|  | Ace Austin y Stone Rockwell       | Ace Austin y Stone Rockwell       | 03:40                             |                                 | Michael Elgin y Willie Mack | Michael Elgin y Willie Mack | 15:45                   |                         |  |               |                                               |                                               |                                               |  |
|  |                                   |                                   |                                   |                                 | Michael Elgin y Willie Mack | Michael Elgin y Willie Mack | 15:45                   |                         |  |               |                                               |                                               |                                               |  |
|  |                                   |                                   | Sami Callihan y Tessa Blanchard   | Sami Callihan y Tessa Blanchard | PIN                         |                             |                         |                         |  |               |                                               |                                               |                                               |  |
|  | Sami Callihan y Tessa Blanchard   | Sami Callihan y Tessa Blanchard   | Sami Callihan y Tessa Blanchard   | Sami Callihan y Tessa Blanchard | PIN                         | PIN                         |                         |                         |  |               |                                               |                                               |                                               |  |
|  | Sami Callihan y Tessa Blanchard   | Sami Callihan y Tessa Blanchard   |                                   |                                 |                             |                             |                         |                         |  |               |                                               |                                               |                                               |  |
|  | Dave Crist y Trey                 | Dave Crist y Trey                 | 11:26                             |                                 |                             |                             |                         |                         |  |               |                                               |                                               |                                               |  |
|  | Dave Crist y Trey                 | Dave Crist y Trey                 | 11:26                             |                                 |                             |                             |                         |                         |  |               |                                               |                                               |                                               |  |
|  |                                   |                                   |                                   |                                 |                             |                             |                         |                         |  |               |                                               |                                               |                                               |  |